# 柏氏锯鳞鱼
柏氏锯鳞鱼，又稱柏氏松毬，為輻鰭魚綱金眼鯛目金鱗魚亞目金鱗魚科的其中一種，分布於印度西太平洋區，包括東非、模里西斯、馬爾地夫、印度、泰國、越南、馬來西亞、韓國、日本、台灣、菲律賓、印尼、澳洲、新喀里多尼亞等海域，棲息深度25-71公尺，體長可達30公分，棲息在珊瑚礁區，白天躲在礁穴中，成群活動，可做為觀賞魚及食用魚。

## 擴展閱讀
維基物種上的相關：博氏鋸鱗魚